# Единен пазар на ЕС
Единен пазар на ЕС или Вътрешен пазар на ЕС е общ пазар, който осигурява „четирите свободи“ – по-свободно движение на хора, услуги, стоки и капитали в рамките на Европейския съюз (ЕС).

## История
Процесът на европейска интеграция обхваща широк кръг от области, като започва със създаването на общ пазар между държавите-членки и в рамките на развитието на Европейския съюз остава главното измерение на европейската интеграция. Създаването на общ пазар представлява сливането на националните пазари на държавите-членки в общ пазар, който функционира при условия, които са възможно най-близки до тези на един национален пазар. Функционирането на вътрешния пазар се основава на либерализирането на основните фактори на производство в пазарното стопанство чрез установена в първичното право на ЕС уредба, която освобождава икономическия обмен. Въпреки наличието на отделни разпоредби, посветени на либерализацията на различните фактори на производство, основните свободи на движение (на стоки, хора, услуги и капитали) се подчиняват на общ правен режим.
Изграждането на вътрешен пазар между няколко държави е свързан с теорията на сравнителните предимства, създадена от английския икономист Дейвид Рикардо през втората половина на XVIII в. В същината на тази теория стои идеята, че за всеки пазар са присъщи определени сравнителни предимства – определени стоки се произвеждат изгодно и се реализира максимална печалба от продажбата им, съответно за други стоки на същия пазар не са налице същите сравнителни предимства. Те зависят от географското положение на държавата, от работната ръка и натрупания опит, от ресурсната обезпеченост, от създадените технологии. Според Дейвид Рикардо за различните национални пазари са характерни различни сравнителни предимства, като сравнява производството на вино и текстил в Португалия и Великобритания съответно. Когато се премахнат пречките пред свободната търговия между отделните национални пазари, те би трябвало да се специализират в производството на тези стоки, за които имат добри сравнителни предимства, и да се ориентират към вноса на стоки, за които друг пазар има съответните предимства. Така всички участващи пазари ще бъдат облагодетелствани. Теорията на Дейвид Рикардо е надградена през XX в. от шведските икономисти Ели Хекшер и Бертил Олин, според които тази зависимост, присъща на производството и търговията със стоки, важи и за останалите фактори като работната ръка, търговската дейност, предоставянето на услуги и движението на капитали. Те предлагат такъв модел на регулиране, с който се премахват пречките по отношение на всички фактори на производството на пазарното стопанство, с което се създава общ пазар.
Съгласно унгарския икономист Бела Баласа съществуват няколко възможни форми на икономическа интеграция. Фазите са зона за свободна търговия, митнически съюз, общ пазар и икономически съюз, като всеки следващ етап надгражда предишния. Създаването на европейската интеграционна система съчетава това икономическо измерение с политическото измерение, при което има минимизиране на ролята и значението на държавите и на националните интереси в развитието на международните отношения, без държавите да губят своя суверенитет.